# Harpagoxenus
Harpagoxenus là một chi kiến thuộc họ Formicidae. Chi có các loài sau:
- Harpagoxenus canadensis
- Harpagoxenus sublaevis
- Harpagoxenus zaisanicus